# Гастон Мартірена
Гастон Мартірена (ісп. Gastón Martirena, нар. 5 січня 2000, Монтевідео) — уругвайський футболіст, захисник аргентинського клубу «Расінг» (Авельянеда). Виступав також за клуб «Ліверпуль» (Монтевідео). Володар Південноамериканського кубка. Переможець Рекопи Південної Америки. Чемпіон Уругваю, володар Суперкубка Уругваю.

## Ігрова кар'єра
Гастон Мартірена народився 2000 року в місті Монтевідео, та є вихованцем футбольної школи клубу «Ліверпуль» (Монтевідео). У 2020 році футболіст розпочав виступи в основній команді уругвайського «Ліверпуля», в якій грав до 2023 року, та став у 2023 році чемпіоном Уругваю та володарем Суперкубка Уругваю.
У 2023 році Мартірена став гравцем аргентинського клубу «Расінг» (Авельянеда). У складі команди уругвайський захисник у 2024 році став володарем Південноамериканського кубка, а в 2025 році став переможцем Рекопи Південної Америки.

## Титули і досягнення
- Володар Південноамериканського кубка (1):

«Расінг» (Авельянеда): 2024
- Переможець Рекопи Південної Америки (1):

«Расінг» (Авельянеда): 2025
- Чемпіон Уругваю (1):

«Ліверпуль» (Монтевідео): 2023
- Володар Суперкубка Уругваю (1):

«Ліверпуль» (Монтевідео): 2023